# Kirsty Smith
Kirsty Anele Smith (* 6. Januar 1994 in Schottland) ist eine schottische Fußballnationalspielerin. Die Abwehrspielerin stand von 2022 bis 2025 beim englischen Verein West Ham United unter Vertrag. Zuvor spielte sie mehrere Jahre für Hibernian Edinburgh und Manchester United WFC. 2014 spielte sie erstmals für die schottische Nationalmannschaft.

## Karriere

### Vereine

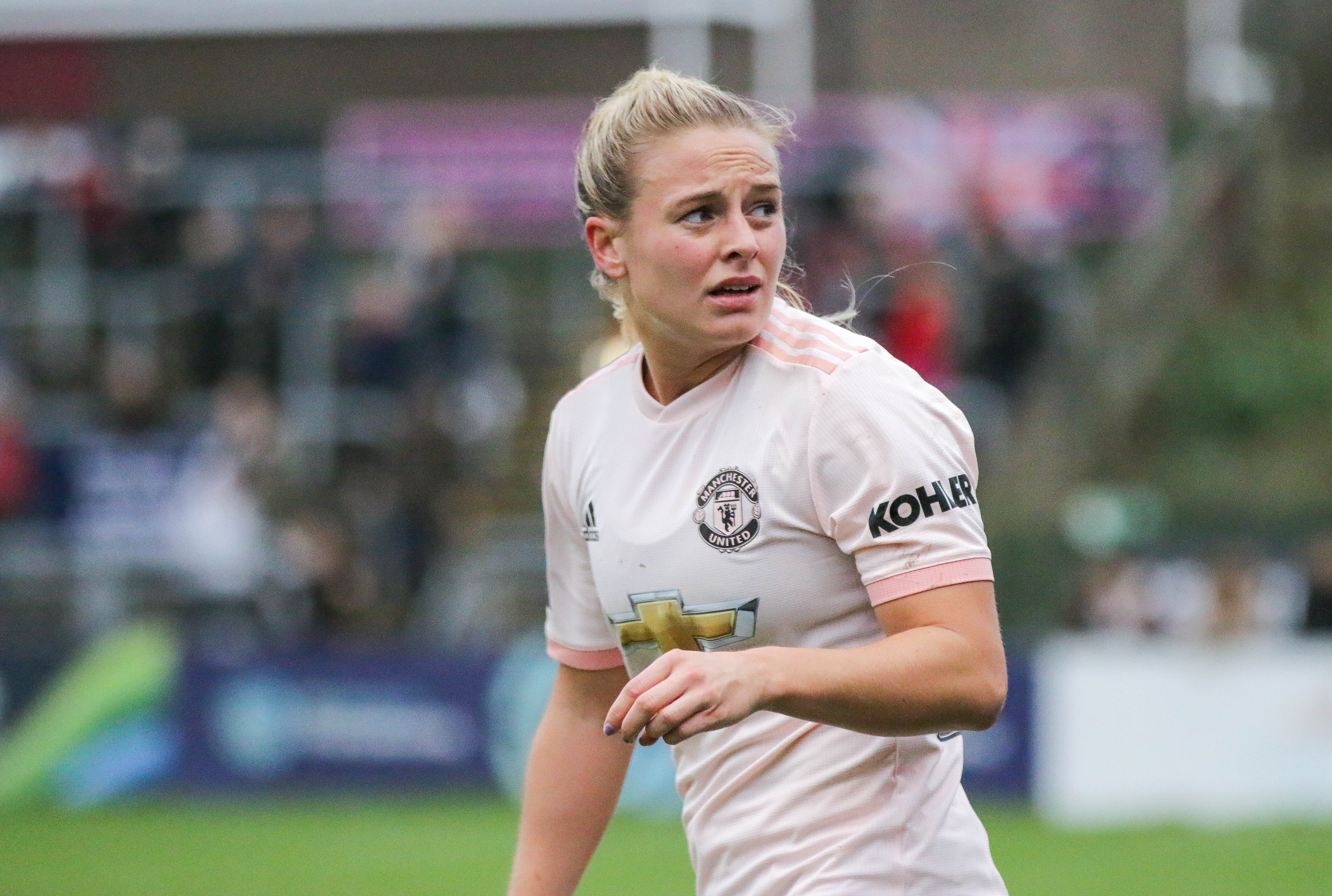
Kirsty Smith (Dezember 2018)

Smith begann bei Musselburgh Windsor mit dem Fußballspielen, 2007 wechselte sie zu Hibernian Edinburgh, wo sie ab 2011 in der ersten Mannschaft der Hibs spielte, mit der sie zweimal den Pokal und dreimal den Liga-Pokal gewann. Eine Meisterschaft konnte sie mit den Hibs nicht gewinnen. Es reichte nur zu vier Vizemeisterschaften. 2015 profitierte sie davon, dass für die UEFA Women’s Champions League 2016/17 erstmals auch der schottische Vizemeister zugelassen und direkt für das Sechzehntelfinale qualifiziert war. Hier kam sie in beiden Spielen gegen den deutschen Meister FC Bayern München zum Einsatz, verlor aber beide Spiele (0:6 und 1:4). Da auch der schottische Meister Glasgow City FC im Sechzehntelfinale ausschied, musste der schottische Vizemeister in der UEFA Women’s Champions League 2017/18 in die Qualifikation. Die „Hibs“ konnten sich aber als Vizemeister von 2016 bei einem Turnier in Rumänien nicht gegen die Gastgeberinnen des CFF Olimpia Cluj durchsetzen und schieden als zweitschlechster Gruppenzweiter aus. Murray kam in den drei Spielen zum Einsatz und verpasste keine Minute. Zur Saison 2018/19 wechselte sie zum Manchester United WFC. Der Verein hatte für die FA Women’s Championship, die zweithöchste Liga im englischen Frauenfußball eine Lizenz erhalten und konnte die Saison als Meister beenden.
Im Juli 2022 erhielt sie einen Zweijahresvertrag mit Option auf ein weiteres Jahr bei West Ham United. Im  Juni 2024 nutzte sie diese Option und verlängerte ihren Vertrag. Im Juni 2025 gab der Verein bekannt, dass sie nach Ablauf des Vertrages den Verein verlässt.

### Nationalmannschaft
Smith nahm mit der U-17-Mannschaft an der 2. Qualifikationsrunde zur U-17-Fußball-Europameisterschaft der Frauen 2011 teil, wo sie in den drei Spielen eingesetzt wurde. Nach einer 1:4-Niederlage gegen Frankreich und einem 1:1 gegen Wales hatten sie schon vor dem letzten Spiel gegen die Schweiz keine Chance mehr die Endrunde zu erreichen. Durch ein 3:0 gegen die Eidgenossinnen wurde aber noch der zweite Platz erreicht.
Ende März/Anfang April 2012 spielte für die schottische U-19-Mannschaft in der Qualifikation zur U-19-Fußball-Europameisterschaft der Frauen 2012. Zwar wurde das erste Spiel gegen Russland mit 1:0 gewonnen, nach Niederlagen gegen Italien und Spanien, wurde aber die Endrunde verpasst. Im Oktober nahmen sie bei einem Turnier in der Türkei einen neuen Anlauf. Im ersten Spiel wurde Belarus mit 8:0 besiegt, wobei sie ihr erstes Länderspieltor erzielte. Durch ein 2:0 festigten sie den zweiten Platz, so dass die anschließende 0:1-Niederlage gegen Norwegen verkraftet werden konnte. In der zweiten Qualifikationsrunde im April 2013 hatten sie Heimrecht, konnten dieses im ersten Spiel gegen Dänemark aber nicht nutzen und verloren mit 0:1. Da die Däninnen die beiden anderen Spiele auch gewannen, nutzten den Schottinnen die Siege gegen Österreich und die Ukraine nichts, denn sie waren nur zweitbester Gruppenzweiter und nur der beste Gruppenzweite war neben den Gruppensiegern für die Endrunde qualifiziert. Damit endete ihre Zeit in den U-Mannschaften.
Zu ihrem ersten Einsatz in der A-Nationalmannschaft kam sie am 30. Oktober 2014 bei der 0:2-Niederlage gegen die Niederlande im Playoff-Halbfinalrückspiel der Qualifikation für die WM 2015, wo sie elf Minuten vor dem Spielende eingewechselt wurde. Die Schottinnen hatten schon das Heimspiel mit 1:2 verloren und verpassten damit die WM-Endrunde. Im Februar 2015 stand sie in ihrem zweiten Länderspiel beim 4:0 gegen Nordirland erstmals in der Startelf, wurde aber nach 77 Minuten ausgewechselt. Beim Zypern-Cup 2015 bestritt sie drei der vier Spiele und spielte bei der 0:2-Niederlage im ersten Spiel gegen Kanada erstmals über 90 Minuten. Die Schottinnen beendeten das Turnier als Siebte.
In der Qualifikation für die EM 2017 kam sie in sechs Spielen zum Einsatz. Die Schottinnen konnten sich erstmals für die EM-Endrunde qualifizieren, für die sie auch nominiert wurde. Sie wurde aber nur im zweiten Gruppenspiel gegen Portugal eingesetzt, das mit 1:2 verloren wurde. Zwar gelang im letzten Gruppenspiel erstmals ein Sieg bei einer EM-Endrunde und gegen Spanien, das 1:0 reichte aber nicht um die K.-o.-Runde zu erreichen, da die Spanierinnen, die ebenso wie die Schottinnen und Portugiesinnen gegen Gruppensieger England verloren hatten, gegen Portugal mit 2:0 gewonnen hatten.
In der anschließenden Qualifikation für die WM 2019 wurde sie zwar im ersten Spiel eingesetzt, das mit 2:1 gegen Belarus gewonnen wurde, dann aber nur noch einmal im Juni 2018 beim erneuten 2:1 gegen die Belarussinnen. Nach der erstmaligen Qualifikation für die WM-Endrunde, wurde sie in fünf Testspielen eingesetzt und am 15. Mai für die WM 2019 nominiert. Bei der WM wurde sie in den drei Gruppenspielen eingesetzt.  Im letzten Gruppenspiel gegen Argentinien, bei dem sie in der 86. Minute ausgewechselt wurde, führten die Schottinnen nach 69 Minuten mit 3:0, mussten dann aber noch drei Gegentore hinnehmen, darunter das entscheidende Tor zum 3:3 in der vierten Minute der Nachspielzeit, und schieden dadurch aus.
Bei der anschließenden misslungenen Qualifikation für die EM 2022 kam sie viermal zum Einsatz. In der Qualifikation für die WM 2023 wurde sie verletzungsbedingt nicht eingesetzt, wurde dann aber für das letzte Spiel nominiert. Eingesetzt wurde sie aber erst wieder im Februar 2023 beim Pinatar Cup 2023. Dann gab es wieder eine längere Pause bis zu den ersten  Qualifikationsspielen für die EM 2025 und dabei bestritt sie ihr 50. Länderspiel.

## Erfolge
- Schottische Pokalsiegerin: 2016, 2017
- Schottische Ligapokalsiegerin: 2016, 2017, 2018
- Englische Zweitligameisterin: 2018/19